# 赵家镇 (诸暨市)
赵家镇，是中国浙江省绍兴市诸暨市下辖的一个镇。

## 行政区划
下辖以下地区：
赵家社区、花明泉村、上京村、潘村、相泉村、赵家新村、东溪村、宣家山村、新绛霞村、保安新村、大柳仙村、泉畈村、榧王村和东庄村。